# Enyv
Az enyvek természetes eredetű ragasztóanyagok, amelyek állati fehérjékből készülnek. Három csoportba soroljuk őket:
- Glutinenyv: alapanyaga a glutin (állati kötőszöveti fehérjét) tartalmazó testrészek.
- Kazeinenyv: alapanyaga a tejfehérje.
- Véralbuminenyv: alapanyaga az állati vér.